# 普通海鸥
普通海鸥，中國大陸譯名為「普通海鷗」，是一种中等体型的鸥，口语常俗称“海鸥”。属杂食动物，一般捕食小鱼、其他水生生物、昆虫，也摄食浆果、海藻，也有吞食腐肉、其他鸟类、小型哺乳類動物的紀錄。
2022年，为避免因其他俗名产生误会，“中国鸟类名录”10.0版将海鸥的中文名修改为普通海鸥。
與其密切相關的美洲海鷗有時被視為同一物種。許多歐亞海鷗會在冬季遷徙到更南方的地區。

## 分類
歐亞海鷗由瑞典博物學家卡爾·林奈於1758年在他的《自然系統》第十版中正式描述，並使用了目前的雙名名稱Larus canus。林奈指定模式產地為歐洲，但現在限制為瑞典。屬名是一個拉丁詞，指的是一種海鳥，可能是一種鷗。種小名canus也是拉丁語，意思是“灰色”。“Common gull”這個名稱是由托馬斯·彭南特於1768年創造的，因為他認為這是其屬中數量最多的鷗。約翰·雷早些時候使用過common sea-mall這個名稱。
這個物種在英國有許多古老的地方名稱，通常是maa、mar和mew.的變體。原本的英文詞mew與德語的möwe和荷蘭語的meeuw有關。在英國受北歐影響的地區，變體包括maw或sea-maw，古老的諾福克方言形式為mow。詞語gull來自英倫凱爾特語的詞根，首次記錄在英文中是在1400年代；現代威爾士語形式為gwylan。

### 亞種

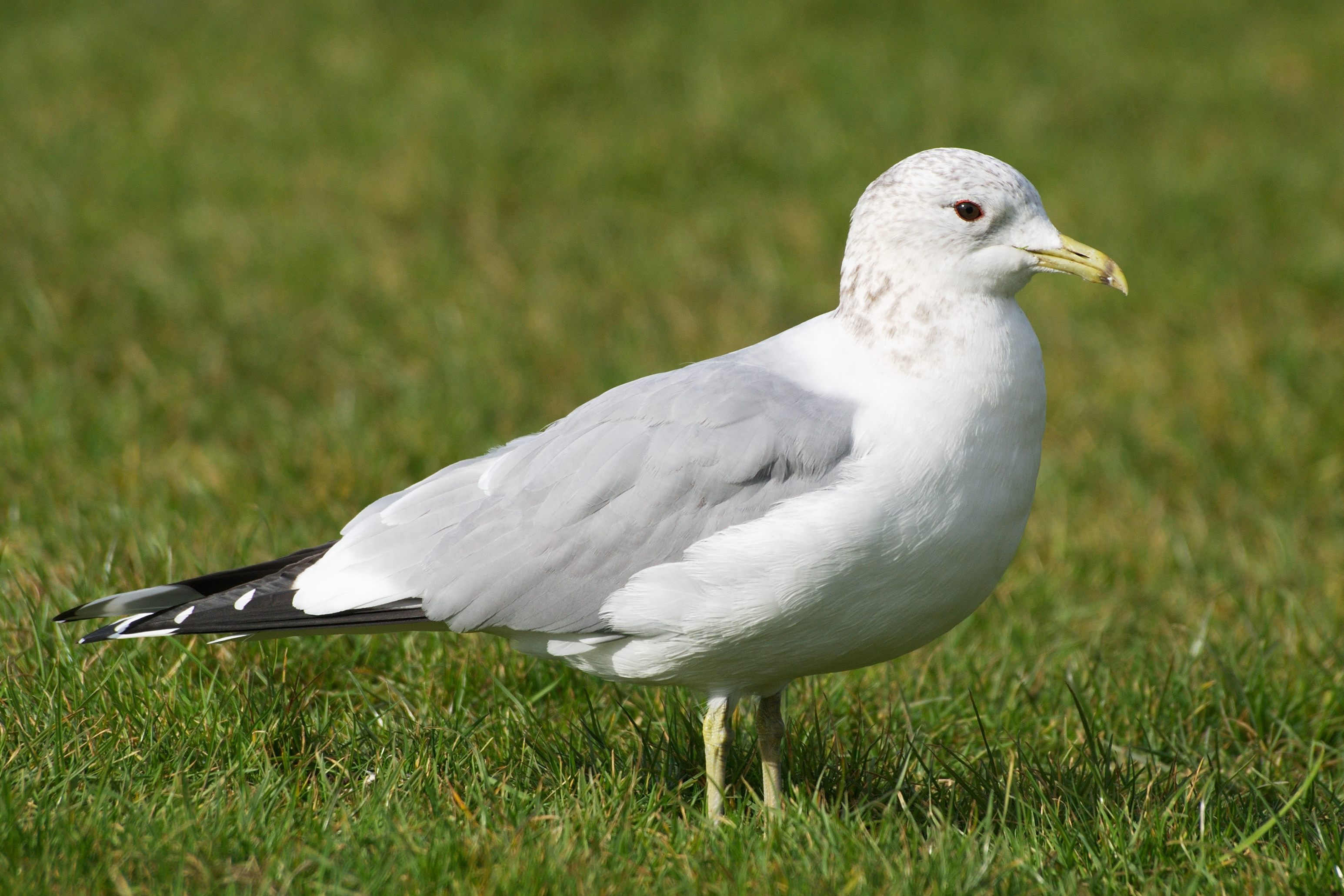
冬羽

這個物種有三個亞種，其中堪察加海鷗（L. （c.） kamtschatschensis）被某些權威機構認為是獨立的物種。
- L. c. canus – Linnaeus, 1758 – 歐亞海鷗。指名亞種，分布於歐洲和西亞。體型較小；背羽中灰色（最淺的亞種）；翼尖有廣泛的黑色；虹膜暗色。第一年的鳥頭部和腹部發展出帶有細小深色斑紋的白色羽毛。翼展110—125 cm（43—49英寸），體重290—480 g（10—17 oz）。
- L. c. heinei – Homeyer, 1853 – 俄羅斯歐亞海鷗。分布於北亞中部。比canus大，前額更傾斜，使喙看起來較小。眼睛通常較淺，喙和腿比canus顏色更深，在冬季喙上的深色標記較弱。翅膀比例較長，p5至p8有更多黑色，並形成明顯的“珍珠串”狀白色斑點。p4有黑色標記，而在canus中罕見。第一年幼鳥頭部、腹部和翅下比同齡的canus白，尾部無標記且黑色尾帶更明顯。俄羅斯西部常見的過渡形。[16]體重315—550 g（11.1—19.4 oz）。
- L. c. kamtschatschensis – Bonaparte, 1857；同義L. kamtschatschensis – 堪察加海鷗。分布於亞洲東北部。最大的一個亞種，體型介於歐亞海鷗和環嘴鷗之間，最大雄性接近黑尾鷗的體型。[16]頭部較方正，前額較平，喙較厚且較長，眼睛較淺，喙和腿的顏色較深。背羽中深灰色；翼尖有廣泛的黑色，p5至p8有標記，形成“珍珠串”。羽毛發育通常比canus慢；第一年幼鳥在冬季保持幼鳥羽毛，整體看起來較深且呈褐色，尾部有更多的黑色。. 在第二個冬天仍保留褐色覆翼羽毛。[15]體重394—586 g（13.9—20.7 oz）。

北美美洲海鷗曾經被廣泛認為與該物種是同一物種（如Larus canus brachyrhynchus），但大多數權威機構現在認為它是一個獨立的物種L. brachyrhynchus，基於基因、形態學和發聲的差異。雖然“mew gull”這個名稱以前在北美被用來指Larus canus sensu lato，而且在北美以外並不常用，但美國鳥類學會（AOS）選擇了“short-billed gull（短嘴鷗）（中名：美洲海鷗）”作為L. brachyrhynchus的名稱，因為最近文獻中使用“mew gull”來指代所有形式的L. canus複合體，並且在部分相同文獻中復興了“short-billed gull”這個名稱來指代brachyrhynchus，以及“short-billed gull”這個名稱在AOU（現AOS）名錄的第一至第三版中被用來指代brachyrhynchus，而“mew gull”這個名稱與最近的用法相反，是專門為舊世界保留的。

## 描述

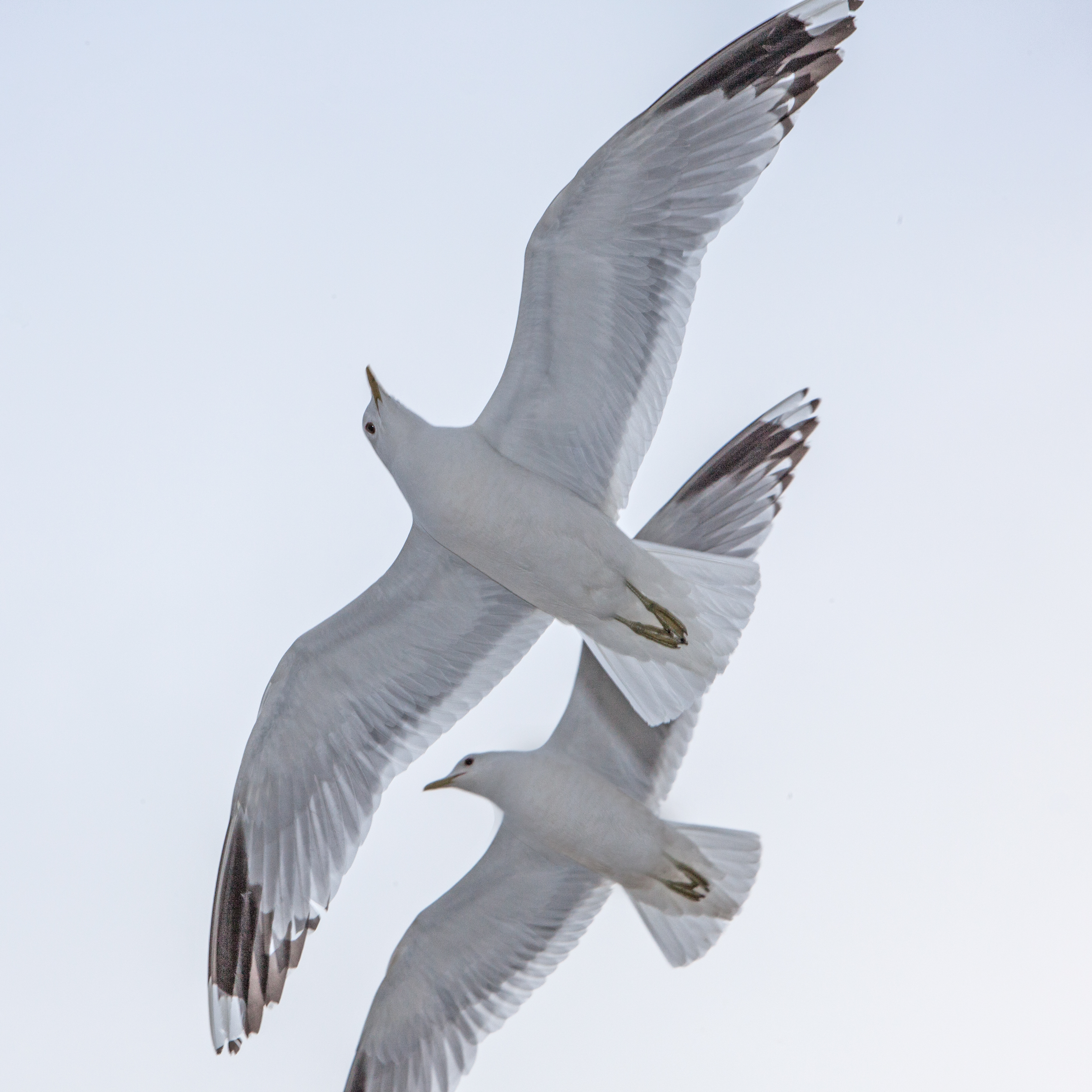
飛行中普通海鸥, Larus canus

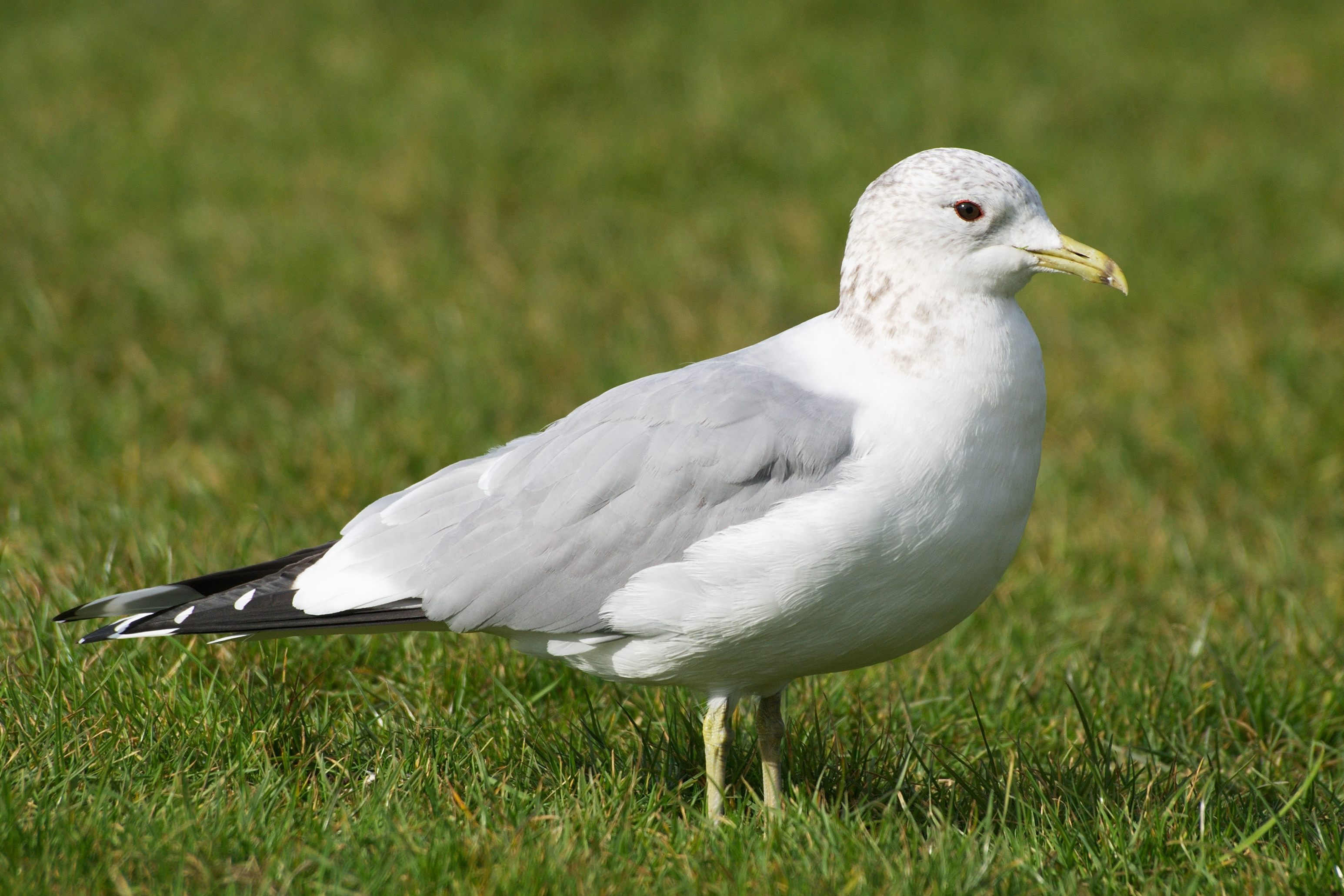
冬羽

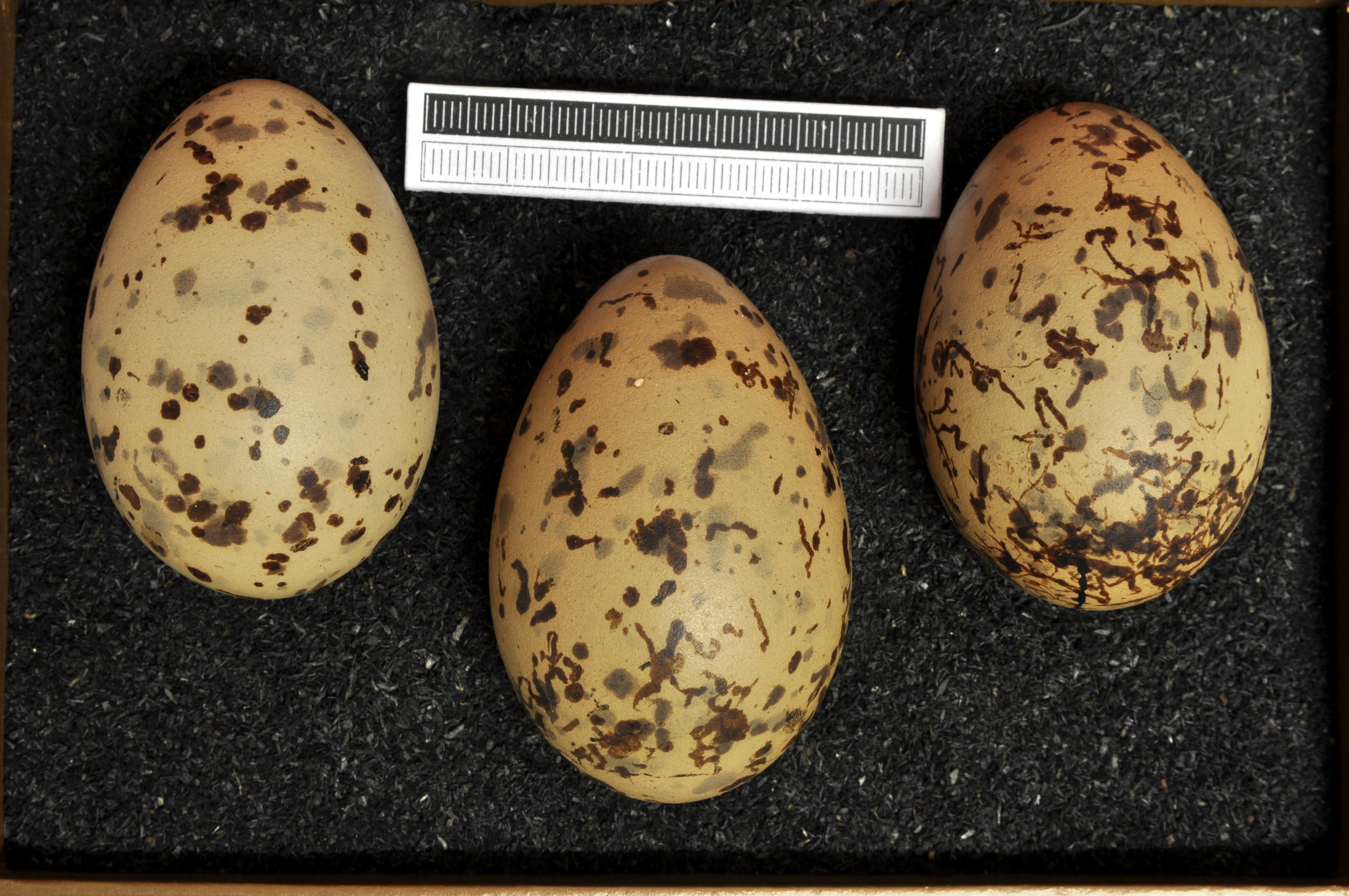
卵,威斯巴登博物館

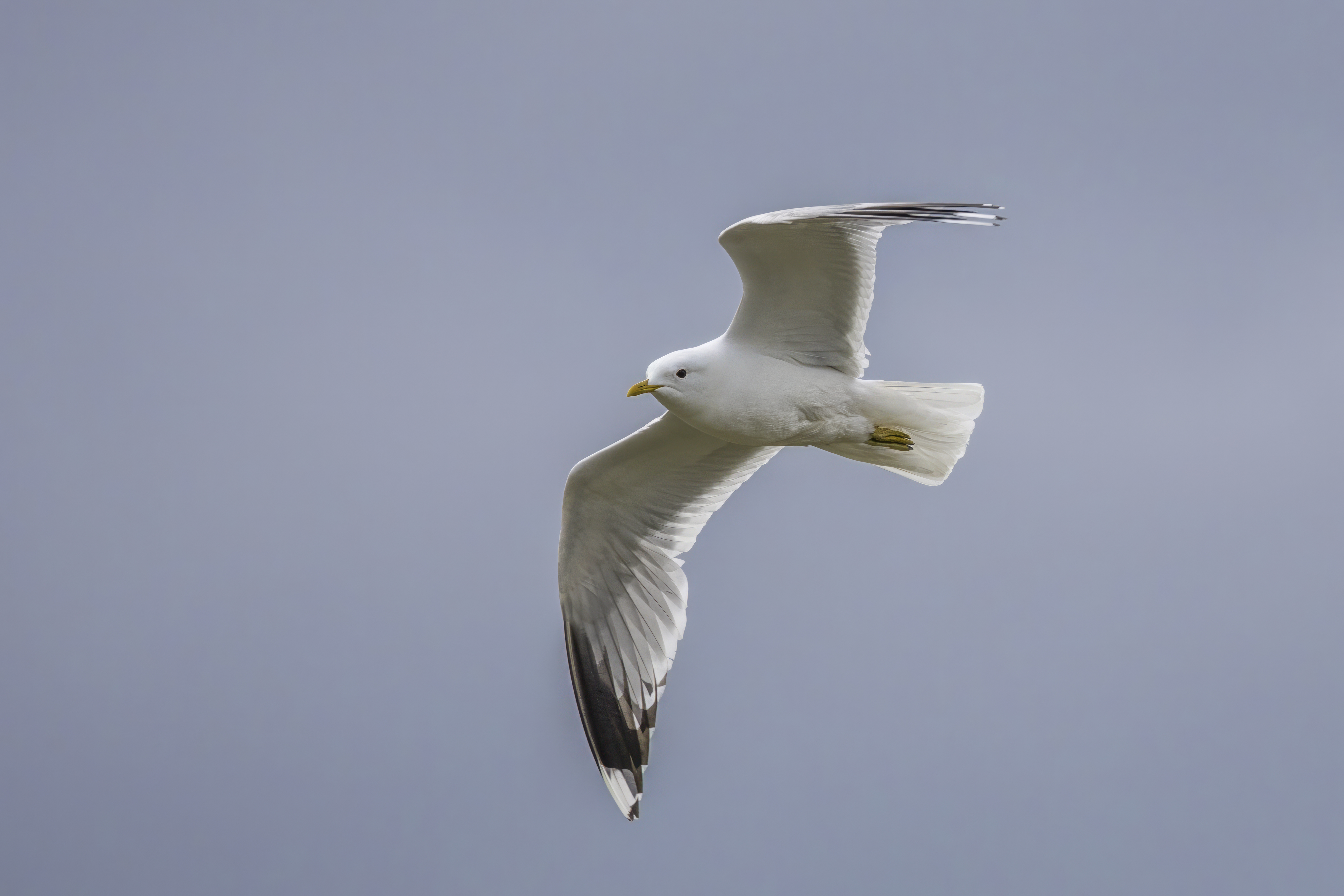
成鳥繁殖羽，挪威

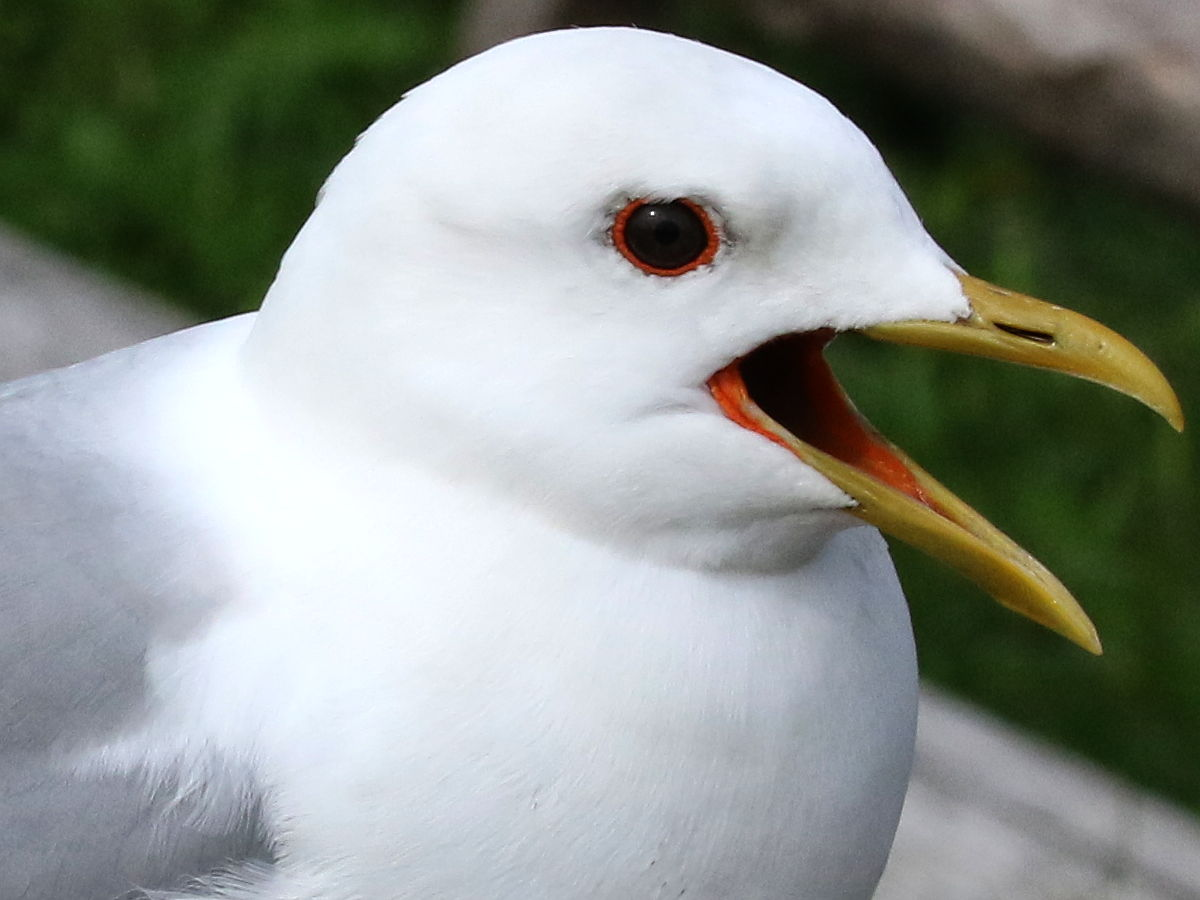
繁殖中的成鳥黑色眼睛周圍有紅色環基日島，俄羅斯

成年歐亞海鷗長40—46 cm（16—18英寸），明顯比銀鷗小，也比環嘴鷗略小。它與環嘴鷗的另一個區別是其較短且更尖的喙，顏色是較偏綠的黃色，在繁殖季節時沒有任何標記。身體上半部為灰色，下半部為白色。繁殖季節時腿是黃色的，冬季則變得較為暗淡。冬季時，頭部有灰色條紋，喙尖附近通常有一條不太明顯的黑色帶，有時這條黑帶會讓人誤認為是環嘴鷗。牠們的翼尖為黑色，外側初級飛羽p9和p10上有大的白色“鏡斑”，但比美洲海鷗的鏡斑要小。幼鳥的上半部為鱗狀黑褐色，翼部圖案整齊，腿是粉紅色的，到了第二年會變成灰色，最終變成黃色。到第一個冬天時，頭部和腹部會變白，帶有細條紋，並且背部長出灰色羽毛。牠們需要三年（堪察加亞種最多四年）才能成熟。牠們的叫聲是一種高音的“笑聲”。

## 分布
歐亞海鷗在從冰島到東北西伯利亞的古北界北部繁殖。牠們主要是遷徙性的，冬季分佈在歐洲、地中海、黑海和裏海、波斯灣、鄂霍次克海、日本、朝鮮半島到中國東南部。
迁徙时见于中国东北各省與日本、台灣、南韓。越冬在整个沿海地区包括海南岛；也见于华东及华南地区的大部分内陆湖泊及河流。
牠們是加拿大東部海岸冬季稀有的訪客，偶爾也會在美國東北部USA出現。堪察加海鷗偶爾會在北美西北部出現，主要是在春季，也有一次秋季在紐芬蘭的紀錄。

## 行為與生態

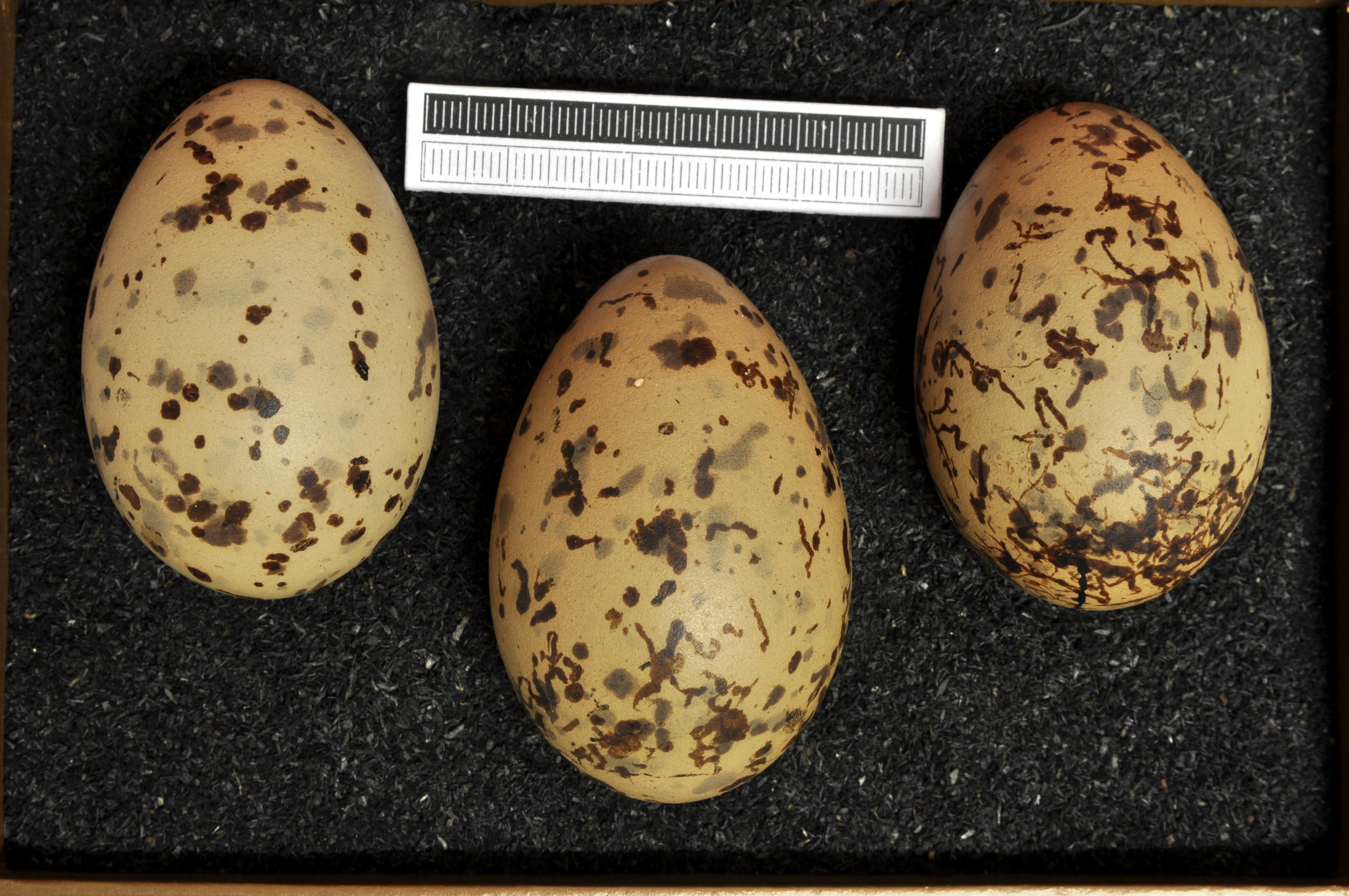
Eggs, Collection Museum Wiesbaden

### 繁殖
歐亞海鷗通常集群繁殖，但也可以單獨繁殖。雌雄會在地面上或靠近水域的小樹上築巢，通常在沼澤地區。通常會產下三顆蛋（有時只有一顆或兩顆）。這些蛋由雙親孵化，24-26天後孵出。小鳥早熟性，但會留在巢附近。雙親都會照顧牠們，並在大約35天時離巢。

### 食物和覓食
像大多數鷗類一樣，牠們是雜食性的，會拾荒，也會捕食小獵物。全球的歐亞海鷗數量估計約為一百萬對；牠們在歐洲最為多見，全球一半以上（可能高達80-90%）的數量分佈在歐洲。相比之下，阿拉斯加的短嘴鷗數量只有約一萬對。